# Вершники півночі
Вершники півночі (англ. Riders of the North) — американський німий чорно-білий вестерн 1931 року режисера Дж. П. Макґовена, з Бобом Кастером, Бланш Мегаффі та Едді Данном у головних ролях. Прем'єра стрічки відбулась у США 5 квітня 1931 року.

## Синопсис
Під час пограбування два бандити, Леклерк (Джордж Реґас) та Тім Макґвааєр (Едді Данн), вбивають поліціянта. Нед Стоун, сержант канадської королівської кінної поліції, шукає злочинця, який вбив його напарника. Спочатку Стоун підозрює Тома (Роберт «Бадді» Шоу), брата Енн (Бланш Мегаффі), власника торгового поста. Том переховується будинку сестри, але Стоун відвідує Енн і заарештовує її брата за вбивство. Енн благає справжніх вбивць, Леклерка і Тіма Макґваєра, зізнатися у вбивстів та очистити добре ім'я її брата, але вони вирішують позбутися брата та сестру, яка погрожує розповісти все поліції. Стоуну поочинає допомагати таємнича людина, яка виявляється інспектором Девліном (Вільям Воллінґ). Обманом вони змушують Макґваєра зізнатися у вбивстві. Тома звільняють, і вдячна Енн приймає пропозицію Стоуна одружитися.

## У ролях
| Актор              | Роль                                         |
| ------------------ | -------------------------------------------- |
| Боб Кастер         | Нед Стоун, сержант канадської кінної поліції |
| Бланш Мегаффі      | Енн                                          |
| Едді Данн          | Тім «Мак» Макґваєр                           |
| Вілл Воллінґ       | Девлін, інспектор поліції                    |
| Роберт «Бадді» Шоу | Том, брат Енн                                |
| Джордж Реґас       | Леклерк                                      |
| Ел Ферґюсон        | Джонс, констебль                             |
| Френк Райс         | Парсон                                       |
| Джордж Гакаторн    | Кенук Джо                                    |
| Карл Делоро        | Чарлі                                        |
| Горас Карпентер    | бармен, немає у титрах                       |
| Евелін Селбі       | індіанка, немає у титрах                     |
| Блекі Вайтфорд     | епізодична роль, немає у титрах              |